# Wełyka Radohoszcz
Wełyka Radohoszcz (ukr. Велика Радогощ) – wieś na Ukrainie, w obwodzie chmielnickim, w rejonie szepetowskim, w hromadzie Płużne. W 2001 liczyła 346 mieszkańców.